# رنه لاینک
رنه لاینک (فرانسوی: René Laennec‎؛ ۱۷ فوریه ۱۷۸۱ – ۱۳ اوت ۱۸۲۶) یک دانشمند و پزشک اهل فرانسه بود.
لاینک در  کمپر بریتانی (Quimper) غرب ایالت بروتاین فرانسه به دنیا آمد. مادرش هنگام پنج سالگی بر اثر سل درگذشت ، و او به همراه عموی بزرگ خود ابی لاینک (یک کشیش) زندگی کرد.
در زمان کودکی لاینک به یک بیماری سخت دچار شد. در آن زمان پزشکان در این باور بودند که لاینک بیماری آسم دارد.
وی در سن دوازده سالگی پیش عموی خود به نانت (Nantes) رفت در آن زمان عموی وی جولیام فرنکوییس لاینک  در دانشکده پزشکی مشغول به کار بود.
لاینک یک دانشجوی با استعداد بود. او انگلیسی و آلمانی را آموخت و تحصیلات پزشکی خود را تحت هدایت عمویش آغاز کرد.
وی پزشکی را در دانشگاه پاریس تحت نظر چند پزشک مشهور از جمله گیوم دوپوئیتران  و ژان نیکولاس کوریویسارت  تحصیل کرد. در آنجا به او آموزش داده شد كه از صدا به عنوان یك ابزاری برای تشخیص استفاده كند.

## ساخت اولین گوشی پزشکی

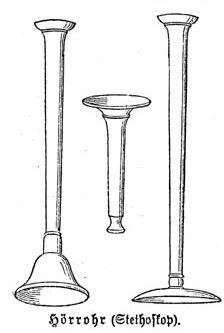
گوشی‌های ابتدایی

رنه لاینک در سال ۱۸۱۶ میلادی، یک گوشی پزشکی (استتوسکوپ) چوبی ساخت. این وسیله در آن زمان فقط یک دهانه برای قرار گرفتن روی گوش پزشک داشت و قسمتی از آن که روی سینه بیمار قرار می‌گرفت ابعاد بزرگی داشت.
لاینک رساله‌ه‏ای نوشته است که در اوت سال ۱۸۱۹ به چاپ رسید. در مقدمه این رساله آمده است:
در سال ۱۸۱۶، در مورد وضعیت زن جوانی که از علائم شایع بیماری قلبی رنج می‏برد از من مشاوره خواسته شد، در مورد این بیمار، به‌دلیل چاقی زیاد به‌کارگیری روش پرکوسیون و استفاده از دست بی‌‏فایده بود. استفاده از روش گوش دادن مستقیم نیز به‌دلیل سن و جنسیت بیمار امکان‌پذیر نبود، به‌طور اتفاقی یک واقعیت ساده و شناخته شده در صوت‏‌شناسی را به خاطر آوردم. زمانی که به یک تکه چوب میخ می‏کوبیم اگر گوشمان را در طرف دیگر قرار دهیم، صدای واضحِ کوبیدن میخ را می‏شنویم. پس بلافاصله یک دسته کاغذ را به شکل استوانه لوله کردم و یک سر آن را روی قلب بیمار قرار دادم و گوشم را روی قسمت دیگر گذاشتم و بسیار شگفت‌‏زده شدم که دیدم به این روش ضربان قلب را حتیٰ بهتر از زمانی که گوشم را مستقیم روی سینه قرار می‏دهم، می‏‌شنوم.
لاینک کشف کرد که این گوشی پزشکی به استفاده از روش متداول گذاشتن مستقیم گوش روی سینه بیمار برتری دارد، به‌ویژه اگر بیمار اضافه وزن داشته باشد. او در روزی که منجر به این کشف شد، بچه مدرسه‌‏ای‌ها را دیده بود که با چوب‏‌های بلند و توخالی بازی می‏کنند. آنها گوش‏ خود را در یک طرف چوب قرار می‏دادند و طرف دیگر را با میخ خراش می‏دادند. چوب صدای خراش را تقویت و منتقل می‏کرد. او گوشی پزشکی خود را که با چوب ساخته بود استتوسکوپ(استتوس به معنی سینه و کوپوس به معنی معاینه) نامید.
اما پزشکان از این اختراع استقبال چندانی نکردند. مجله پزشکی نیواینگلند دو سال بعد اختراع استتوسکوپ را گزارش داد و در سال 1821 یک استاد پزشکی گفت: «کسی که برای شنیدن گوش دارد، باید از گوش‏‌هایش استفاده کند و نه از استتوسکوپ.» لاینک اندکی قبل از مرگ، استتوسکوپ خود را به پسر برادرش بخشید و آن را بزرگ‌ترین میراث زندگی‌‏اش خواند. 
در سال ۲۰۱۶ گوگل ۲۳۵مین سالگرد تولد رنه لاینک را با تغییر گوگل دودل گرامی داشت.

## نگارخانه

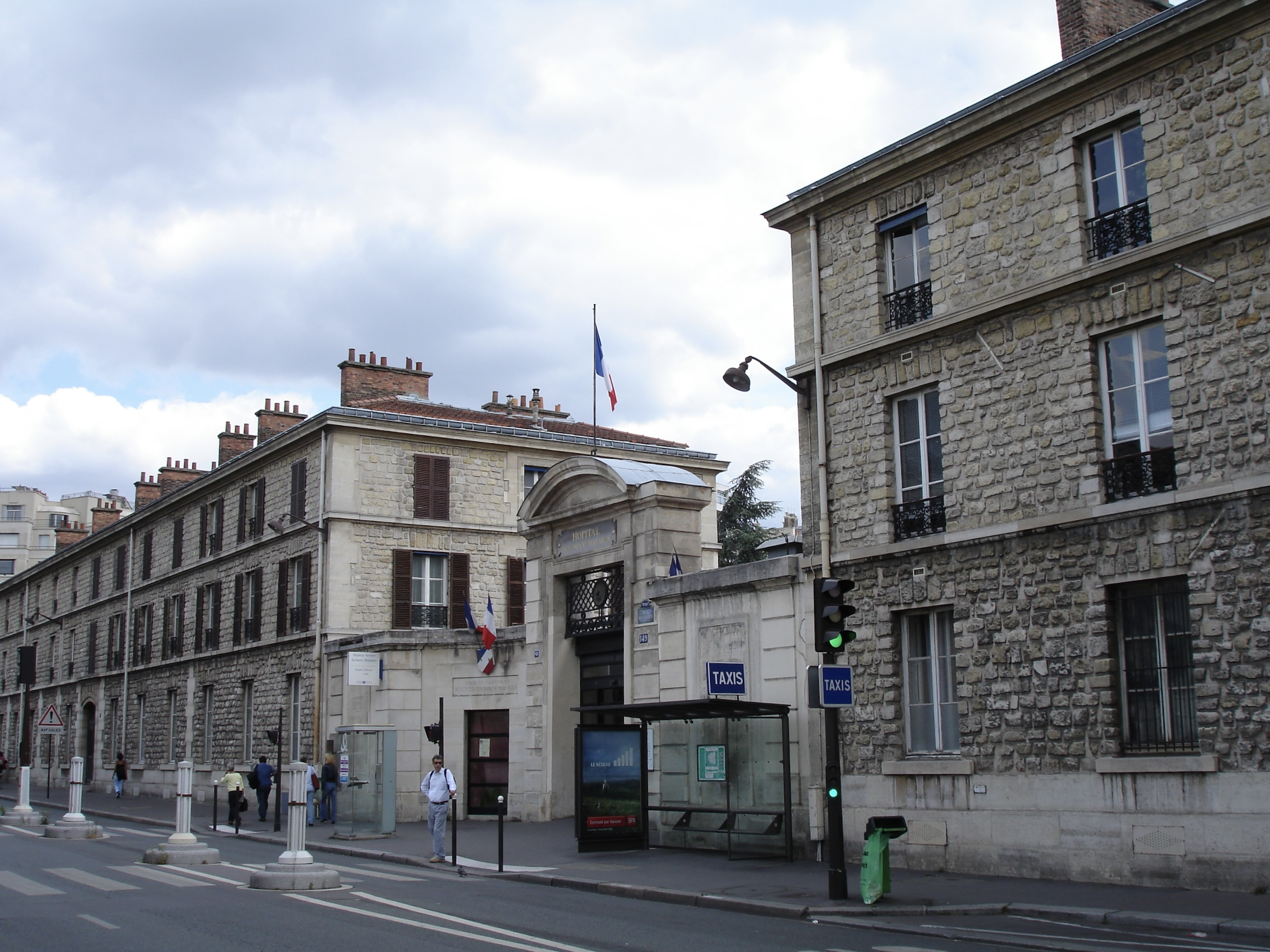
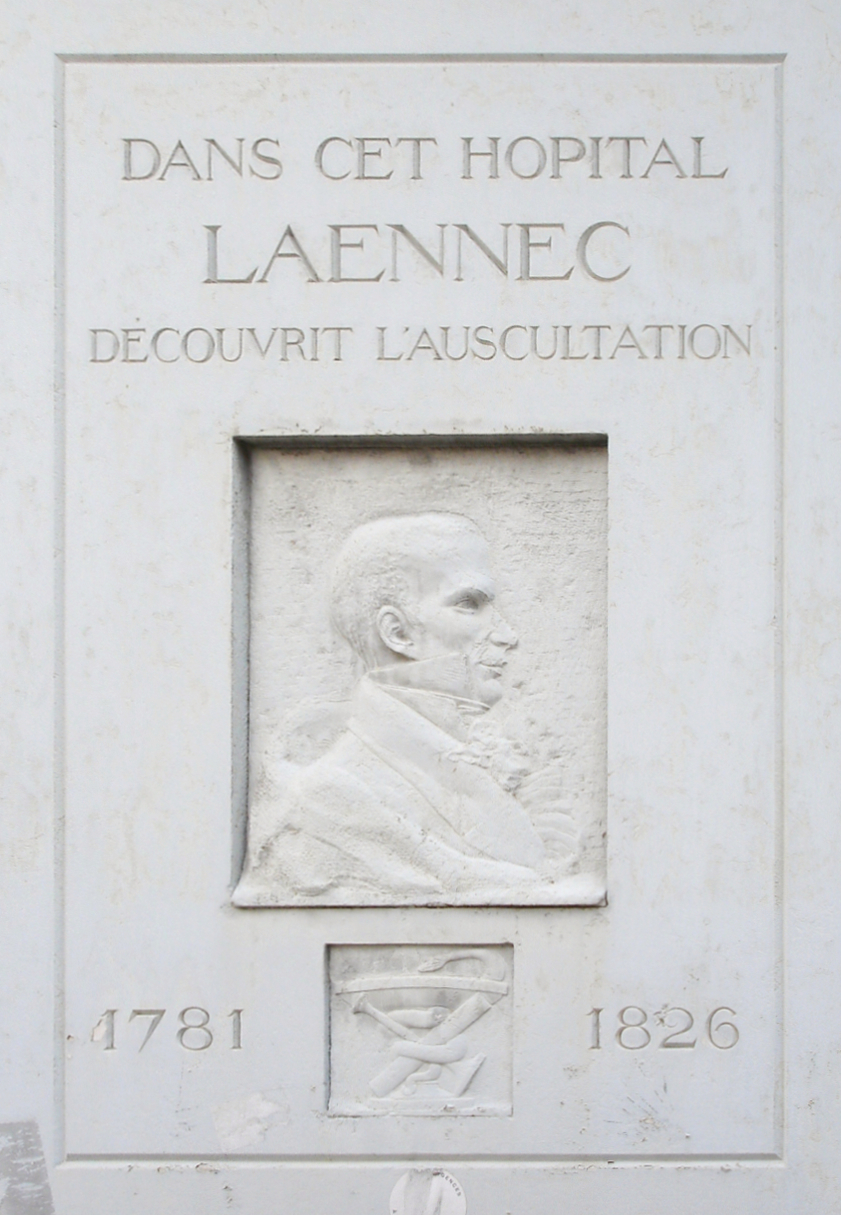
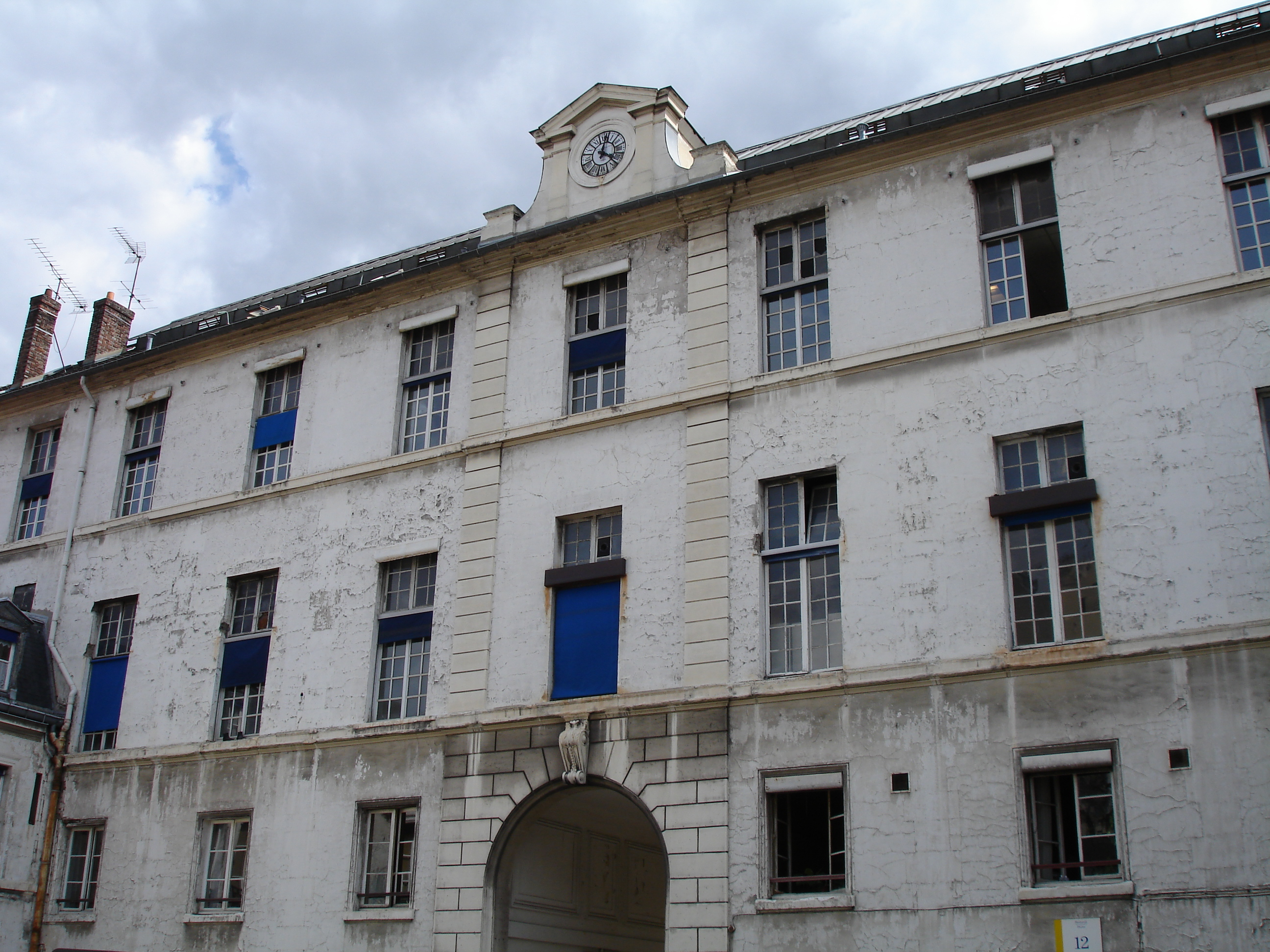